# Timsälven
Timsälven är en 110 km lång älv i Värmland, som ingår i Gullspångsälvens avrinningsområde.
Timsälven rinner upp i Lilla Örsjön (309 m ö.h.) i Gustav Adolfs och Norra Råda socknar i Värmlands län, rinner (som Lilla Örsjöbäcken) till den närbelägna Stora Örsjön (304 m ö.h.) och flyter efter några km lopp i östlig riktning (under namnet Örsjöälven) i huvudriktning åt sydsydost (under namnen Sirsjöälven och Hyttälven). Den bildar en mängd forsar och branta fall och tar emot flera betydande tillflöden, norrifrån nära Motjärnshyttan (varifrån den kallas Nordmarksälven) och västerifrån nära Fogdhyttan, från sjörika områden. Den rinner sedan ned genom Lersjön (3,7 km2, 138 m ö.h.) omedelbart ovanför Filipstad, bildar en del fall, går därefter genom staden som Skillerälven och mynnar i Daglösen (6,8 km2, 128 m. ö.h.).
Timsälven fortsätter sedan i rakt sydlig riktning (som Asphytteälven), passerar sjön Aspen (123 m ö.h.), mynnar strax nedanför Bjurbäcken (där den heter Bjurbäcksälven) i norra änden av Stor-Lungen och kommer därmed in i ett omfattande sjösystem omfattande bland annat Stor-Lungen, Öjevettern, Ullvettern, Frövettern och Alkvettern (sammanlagt 56 km2, 113 m ö.h.). Till detta sjösystem rinner också Lungälven, från de båda sjöarna Alstern (9,8 km2) och Lungen (7,8 km2) till Stor-Lungen, och Kroppaälven, avlopp för Yngen (25 km2, 200 m ö.h.) och Östersjön med Mögsjön (10,9 km2, 128 m ö.h.), till Öjevettern.
Efter utloppet ur Alkvettern (Knappforsälven) vidgar sig Timsälven till den 3,5 km långa sjön Lonnen (2,5 km2, 112 m ö.h.), varefter den (nu endast kallad Timsälven) flyter huvudsakligen i sydöstlig riktning, men med ett rätt smalt och krokigt förlopp. Vid Gälleråsen några km ovanför Björkborn mottar den Trösälven (31 km) från Norra och Södra Loken vid Loka brunn, bildar vid Björkborn ett brant fall och korsas av Björkbornsbron. Den mynnar efter ytterligare fall vid Bofors i sjön Möckeln (14,7 km2, 89 m ö.h.). Här förenas den med Gullspångsälvens huvudkällflod, Svartälven.
Fallet från Timsälvens källa till Möckeln är 219 m, och det totala avrinningsområdet är 1 600 km2. Många gamla bruk och hyttor finns vid Timsälvens forsar och fall, och vid en del av dem finns vattenkraftverk.
Timsälvens medelvattenföring är ca 17 m3/s.